# 唐河 (唐白河支流)
唐河，是中国长江流域汉水水系的一条河流，汇入唐白河。河长286千米，流域面积9870平方千米，多年平均流量55立方米每秒。自然落差167米。水能理论蕴藏量2万千瓦。